# Mohamed Abicha
Mohamed Abicha (Fez, 16 de janeiro de 1980) é um jogador de vôlei de praia marroquino, atleta olímpico do Jogos Olímpicos de Tóquio.

## Carreira
Estreou no Circuito Mundial em 2004 ao lado de Ahmed Oujaa na etapa Satélite em Casablanca, neste mesmo torneio esteve em 2006 ao lado de Mohamed Loutaoui, em ambas ocasiões terminou em décimo terceiro lugar.No ano de 2011 esteve com Khalid Berma terminou no vigésimo quinto lugar no Aberto de Agadir.
Em 2017  competia no Circuito do Catar ao lado do brasileiro Martinho Neto terminando na quarta posição em Doha e em terceiro lugar em mais duas etapas realizadas nesta mesma cidade. Depois forma dupla com Zouheir El Graoui conquistaram no torneio uma estrela de Agadir a quarta colocação e o trigésimo sétimo lugar na edição do Campeonato Mundial de Viena,  mesmo posto obtido na edição do mundial de 2019 em Hamburgo.
Na primeira edição dos Jogos Africanos de Praia de 2019 na Ilha do Sal e a prata nos Jogos Pan-Africanos sediados em Rabat campeões do Campeonato Africano das Nações de Vôlei de Praia no mesmo ano na Nigéria.
Com Zouheir El Graoui foi campeão no Circuito Marroquino nas etapas de Agadir, Rabat, Salé, Martil, Casablanca, Larache  e Safim.No Circuito Mundial , terminou na décima terceira posição no torneio uma estrela de Doha quando jogou com Anass Saber.No CAVB Continental Cup ficaram na segunda colocação, retomando  na segunda fase e na final com Mohamed Abicha , conquistando as vitórias em ambas e obtiveram a qualificação para os Jogos Olímpicos de Verão de 2020, após conquistar o título da etapa na NORCECA Final Continental Cup realizado Colima

## Títulos e resultados
- Torneio 1* de Agadir do Circuito Mundial de Vôlei de Praia:2017